# Nikolaevo (Sliven)
Nikolaevo es un pueblo en el sureste de Bulgaria. Se encuentra en el municipio de Sliven, provincia de Sliven.

## Geografía
Se encuentra entre las colinas de Sarnena Gora: Dick Tepe, Furchanski Bair y Handeshki Bair, unidas en torno a un centro, entre los que se encuentra Shashkan Dere.

## Historia
Hasta 1878, su nombre era Mutishov Chiflik.
Cambió su nombre varias veces: Ayakoy, Ekoy, Enikyoy, Ekyovo, y después de la liberación del dominio otomano, Nikolaevo.

## Eventos regulares
Cada año el 24 de mayo se celebra la fiesta del pueblo.